# انکار جف
انکار جف (انگلیسی: Geoff Denial; ۳۱ ژانویهٔ ۱۹۳۲ – ۲۴ مارس ۲۰۲۰) بازیکن فوتبال اهل بریتانیا بود.
از باشگاه‌هایی که در آن بازی کرده‌است می‌توان به باشگاه فوتبال آکسفورد یونایتد و باشگاه فوتبال شفیلد یونایتد اشاره کرد.